# Souto (Paderne)
Souto (llamada oficialmente Santa María de Souto) es una parroquia y un lugar español del municipio de Paderne, en la provincia de La Coruña, Galicia.

## Entidades de población
Entidades de población que forman parte de la parroquia:
- Abrodos
- A Penadaguia
- As Cancelas
- Baltar
- Chantada
- Fraga (A Fraga)
- Gas
- Guende
- Souto
- Vilademeus

## Despoblados
- Ouro (O Ouro)
- Penouviña (A Penoubiña)

## Demografía

### Parroquia
| Gráfica de evolución demográfica de Souto (parroquia) entre 2000 y 2019 |
|                                                                         |
| Datos según el nomenclátor publicado por el INE.                        |

### Lugar
| Gráfica de evolución demográfica de Souto (lugar) entre 2000 y 2019 |
|                                                                     |
| Datos según el nomenclátor publicado por el INE.                    |